# 십국
십국(十國)은 당나라가 멸망하고 송나라가 건국되기 이전까지의 과도기에 강남과 쓰촨 일대에 흥망한 10개의 정권을 말한다.

## 국가

### 전촉

#### 개요
전촉(前蜀, 907년 ~ 925년)은 중국의 오대십국 시대 10국 중 하나로 성도를 중심으로 한 사천성을 지배하던 나라로 절도사였던 왕건이 건국하였다.

#### 문화
전촉이 보호했던 문인(文人)으로서 저명한 인물은 당나라 말기 대표적 시인 중 한 명으로 평가받는 위장(韋莊)과 후에 북송의 화단(畫壇)에 영향을 끼친 궁정화가 황전(黃筌), 서(書)와 그림에 뛰어났던 선월대사(禪月大師) 관휴(貫休)등이 있다.
또 성도의 교외에는 영릉(永陵)이라 불리는 왕건의 묘가 남아있는데, 그중에는 왕건의 관을 둘러싼 24명의 진자(秦者)와 12명의 역사(力士)의 석조(石彫)가 있다. 이 묘는 1942년에 발견되어 현재 일반에게 공개되었다.

#### 역대 황제
1. 고조(高祖, 왕건(王建), 재위 : 907년 ~ 918년)
2. 후주(後主, 왕연(王衍), 재위 : 918년 ~ 925년)

### 후촉

#### 개요
후촉(後蜀, 934년 ~ 965년)은 중국 오대십국 시대 10국 중 하나로 전촉의 뒤를 이어 사천성을 지배하던 국가이다. 촉의 풍부한 경제력을 바탕으로 문화의 꽃을 피웠다.

#### 문화
전촉과 마찬가지로 사천지역은 전란을 피해 안전한 곳을 찾아 몰려온 수많은 문인이나 지식인들이 모여, 동쪽의 오, 남당과 더불어 오대십국 시대 최고봉의 문화를 활짝 피웠다.
후촉의 대표적 문인으로써 화가 황전(黃筌), 시인 모문석(毛文錫), 구양형(歐陽炯) 등이 열거할 수 있다.
황전은 전촉, 후촉의 2왕조에서 궁정화가로써 일한 인물로 화조화(花鳥畵)가 특기로 훗날 송나라대에는 황조와 남당의 화조화가 서희(徐煕)와 더불어 화조화의 기본이 되었다.
모문석과 구양형은 이 시대 일반적이지 않은 장르인 사(詞)가 주요한 작품이었다. 그때까지 시(한시(漢詩))와는 다른, 형식에 얽매이지 않고 솔직한 감정을 표현하고, 노래처럼 읊어지는 것이 사(詞)였다. 사(詞)는 그때까지는 크게 관심을 갖지 않았던 연애와 성적인 것을 소재로 한 작품(염사(艷詞))도 많아 그 시대 의식이 매우 깨어있다는 것을 느낄 수 있다.
모문석도 황전과 같이 2왕조를 섬긴 인물이었고, 구양형은 후촉의 재상까지 지낸던 인물이었다. 달리 본다면 이러한 문인이 정권을 잡고 있었기 때문에 후촉은 멸망할 수밖에 없다고 말할 수도 있다. 이시대 시인의 작품은 당나라말기 836년부터 940년까지 각지에 읊어지던 시와 사(詞)을 모아 편찬한 시집 [화간집](花間集)으로 모아지게 되고, 구양형이 서문(序文)을 썼다고 한다.

#### 역대 황제
1. 고조(高祖, 맹지상(孟知祥), 재위 : 934년)
2. 후주(後主, 맹창(孟昶), 원래의 이름은 인찬. 재위 : 934년 ~ 965년)

### 오

#### 개요
오(吳, 902년 ~ 937년)는 중국 오대십국 시대 10국 중 하나로써 당나라 절도사 양행밀(楊行密)이 양쯔 강 하류 금릉(金陵; 현재의 난징)을 중심으로 강소성, 안휘성, 강서성을 지배했던 나라이다. 강남의 풍부한 경제력을 배경으로 강력한 세력을 자랑했으나, 이변(李昪)에 의해 제위를 찬탈당해 남당이 대신 들어서게 되었다. 국호가 오나라였지만 춘추시대 오(吳)나라와 삼국시대 손권의 오(吳)나라와 구별하기 위해 양오(楊吳)라 부르고, 이 명칭은 양(楊)씨가 지배한 오나라는 호칭이다. 또 다른 명칭은 남오(南吳), 회남(淮南)이란 호칭을 사용하기도 한다.

#### 역대 황제
| 대수 | 시호           | 휘             | 재위 기간     | 비고                                                               |
| ---- | -------------- | -------------- | ------------- | ------------------------------------------------------------------ |
| 1    | 무충왕(武忠王) | 양행밀(楊行密) | 902년 ~ 905년 | 예제(睿帝)에 의해 태조 무제(太祖 武帝)라는 시호를 받았다.          |
| 2    | 경왕(景王)     | 양악(楊渥)     | 905년 ~ 908년 | 양행밀의 장남. 예제에 의해 열조 경제(烈祖 景帝)라는 시호를 받았다. |
| 3    | 선왕(宣王)     | 양융연(楊隆演) | 908년 ~ 920년 | 양행밀의 차남. 예제에 의해 고조 선제(高祖 宣帝)라는 시호를 받았다. |
| 4    | 예제(睿帝)     | 양부(楊溥)     | 920년 ~ 937년 | 양행밀의 4남.                                                      |

### 남당

#### 개요
남당(南唐, 937년 ~ 975년)은 중국 오대십국 시대 10국중 하나로 오의 실권자였던 서지고(후에 이변(李昪))가 제위를 찬탈하여 세운 국가이다. 수도는 금릉(金陵,현재의 난징)이고, 국호는 당(唐)이었으나 당나라 라고 불린 기타 정권들과 구별하기 위해 특별히 이 나라 이름은 남당(南唐)이라고 불렀다.
10국 중 가장 최대의 세력을 자랑하였으나, 화북의 후주와 송나라의 공격을 받고 멸망하였다. 다만 문화, 경제적으로는 크게 번영을 누렸다고 한다.

#### 문화
오대십국 시대 화북에서는 이민족의 침입이 있어 전란이 잇달았다. 그 때문에 화북에서 살았던 문인들이 남쪽으로 피난하였다. 남당도 이런 문인들을 받아들여 문화를 크게 발전시켰다.
이경, 이욱이란 2명의 남당 군주는 남당 이주(南唐二主)라고 칭해지면서 사(詞, 한시에서 쓰이던 시의 일종으로 절을 따라 노래를 불렀다)의 명인으로써 알려져 있다. 거기에 이욱은 중국문학사상 최고의 사의 작자로 알려져 있다.
회화방면에서는 징심당지(澄心堂紙)라고 알려진 최고의 종이가 개발되어, 기교(技巧)를 굳힐 수 있는 벼루가 만들어졌다. 이 시대 이전에는 벼루가 아직 정착되지 않았으나, 벼루가 예술품적가치를 지니게 된 것은 남당문화의 선물이라고 말할 수 있다. 또한 산수화(山水畫)의 명화가로 알려진 동원(董源)도 이 나라를 섬겼다. 서현, 한희재(韓煕載)등도 명문가(名文家)로 알려져 있다.

#### 경제
남당은 강남지방을 안정적으로 지배하여 이 땅을 개발하는 데 전력을 다했다. 후에 남송시대에 이 지역은 대 곡창지대가 되었는데, 바로 이 시기부터 개발되었기 때문에 가능한 일이었다. 거기에 회남에서 제염(製鹽)사업을 진행하여 국가의 재정은 윤택하였다.
중국에서는 전통적으로 동전(銅錢)을 사용하였으나, 남당은 964년부터 철전(鐵錢)을 주조하기 시작했다. 그러나 민간에서는 철전을 가치없는 것으로 생각하여 가치있는 동전만을 사용하였기에 매매에는 사용되지 않았다. 결국 철전과 동전은 등가(等價)를 매겨, 실제 상업상의 사용에서는 철전 10개에 동전 1개의 가치로 등급을 매겨 운용하였다. 이 때문에 정부도 이것을 인정하고 철전 10개에 동전 1개로 가치를 매겼다고 한다.

#### 역대 황제
| 대수 | 묘호       | 시호                                   | 휘         | 재위 기간     | 비고 |
| ---- | ---------- | -------------------------------------- | ---------- | ------------- | ---- |
| 1    | 열조(烈祖) | 광문숙무효고황제(光文肅武孝高皇帝)     | 이변(李昪) | 937년 ~ 943년 |      |
| 2    | 원종(元宗) | 명도숭덕선문효황제(明道崇德文宣孝皇帝) | 이경(李景) | 943년 ~ 961년 |      |
| 3    |            |                                        | 이욱(李煜) | 961년 ~ 975년 |      |

### 형남

#### 개요
형남(荊南, 907년 ~ 963년)은 중국 오대십국 시대 10국중 하나로 호북성을 지배하던 국가였다. 약소국이었으나 교역의 중계지로써 번영을 누렸다. 또 다른 명칭으로는 남평(南平) 혹은 북초(北楚)라고도 한다.

#### 역대 황제
| 대수 | 시호           | 휘             | 재위 기간     | 비고 |
| ---- | -------------- | -------------- | ------------- | ---- |
| 1    | 무신왕(武信王) | 고계흥(高季興) | 907년 ~ 928년 |      |
| 2    | 문헌왕(文獻王) | 고종회(高從誨) | 928년 ~ 948년 |      |
| 3    | 정의왕(貞懿王) | 고보융(高保融) | 948년 ~ 960년 |      |
| 4    |                | 고보욱(高保勗) | 960년 ~ 962년 |      |
| 5    |                | 고계충(高繼沖) | 962년 ~ 963년 |      |

### 오월

#### 개요
오월(중국어 정체자: 吳越國, 간체자: 吴越国, 907년 - 978년)은 중국 오대십국 시대 10국 중 하나로, 당나라 절도사 전류(錢鏐)가 현재의 항주(杭州)을 중심으로 저장 지역을 지배했던 나라이다.

#### 문화
역대 오월왕은 불교를 신앙으로 삼았고, 전숙은 불탑 8만 4천개를 만들고 경전을 봉해 영내에 배치했다. 또한 이곳에서 나오는 도자기의 요원(窯元; 도자기를 굽는 곳)인 월주요(越州窯)를 후원해 번영하였다.

#### 역대 황제
| 대수 | 묘호       | 시호           | 휘             | 재위 기간     | 비고 |
| ---- | ---------- | -------------- | -------------- | ------------- | ---- |
| 1    | 태조(太祖) | 무숙왕(武肅王) | 전류(錢鏐)     | 907년 ~ 932년 |      |
| 2    | 세종(世宗) | 문목왕(文穆王) | 전원관(錢元瓘) | 932년 ~ 941년 |      |
| 3    | 성종(成宗) | 충헌왕(忠獻王) | 전홍좌(錢弘佐) | 941년 ~ 947년 |      |
| 4    |            | 충손왕(忠遜王) | 전홍종(錢弘倧) | 947년 ~ 948년 |      |
| 5    |            | 충의왕(忠懿王) | 전홍숙(錢弘俶) | 948년 ~ 978년 |      |

### 민

#### 개요
민(閩, 909년~945년)은 중국 오대십국 시대 10국중 하나로써 현재 복건성을 중심으로 왕심지(王審知)가 세운 나라이다.

#### 문화
- 개원사 철불(開元寺 鐵佛) - 복주에 있는 개원사에는 높이 5.3m의 철불이 있다. 왕심지가 건립한 것으로 알려져 있다.
- 민왕사(閩王祠) - 앞서 얘기한 민왕덕정비가 세워져 있다.
- 통천사(涌泉寺) - 복주의 동남쪽 고산(鼓山) 중턱에 있는 사찰. 908년 왕심지에 의해 창건되었다.
- 개원사(開元寺) - 천주(泉州)에 있는 사찰로써 위에 있는 사찰과는 다른 절이다. 이곳에 있는 탑 중 하나가 왕심지가 세운 것이다.

#### 역대 황제
| 대수 | 묘호       | 시호                                                           | 휘             | 재위 기간     | 비고 |
| ---- | ---------- | -------------------------------------------------------------- | -------------- | ------------- | ---- |
| 1    |            |                                                                | 왕조(王潮)     | 896년 ~ 897년 |      |
| 2    | 태조(太祖) | 소무효황제(昭武孝皇帝)                                         | 왕심지(王審知) | 897년 ~ 925년 |      |
| 3    |            | 사왕(嗣王)                                                     | 왕연한(王延翰) | 925년 ~ 926년 |      |
| 4    | 혜종(惠宗) | 제숙명효황제(齊肅明孝皇帝)                                     | 왕연균(王延鈞) | 926년 ~ 935년 |      |
| 5    | 강종(康宗) | 성신영예문명광무응도대홍효황제(聖神英睿文明廣武應道大弘孝皇帝) | 왕계붕(王繼鵬) | 935년 ~ 939년 |      |
| 6    | 경종(景宗) | 예문광무명성원덕대효황제(睿文廣武明聖元德大孝皇帝)             | 왕연희(王延羲) | 939년 ~ 944년 |      |
| 7    |            |                                                                | 주문진(朱文進) | 943년 ~ 945년 |      |
| 8    |            | 공의제(恭懿帝)                                                 | 왕연정(王延政) | 945년         |      |

### 초

#### 개요
초(楚, 907년~951년)는 중국 오대십국 시대 10국중 하나로 지금의 호남성, 광시 좡족 자치구 북쪽을 지배했던 나라로서 차의 교역으로 번영을 누렸다.

#### 경제
초나라는 차를 중심으로 교역을 벌여 번영한 상업국가였다. 차의 매매는 국가에 의해 장려되었고, 견직물 생산을 장려하였기 때문에 납세를 비단으로 대신하기도 하였다. 또한 독자적으로 국내에서만 통용된 화폐였던 연전(鉛錢)을 만들었고, 외국 화폐를 갖고 있는 것을 금지하는 등, 자산의 집중을 노렸다.

#### 역대 황제
| 대수 | 시호           | 휘             | 재위 기간     | 비고 |
| ---- | -------------- | -------------- | ------------- | ---- |
| 1    | 무목왕(武穆王) | 마은(馬殷)     | 907년 - 930년 |      |
| 2    | 형양왕(衡陽王) | 마희성(馬希聲) | 930년 - 932년 |      |
| 3    | 문소왕(文昭王) | 마희범(馬希範) | 932년 - 947년 |      |
| 4    | 폐왕(廢王)     | 마희광(馬希廣) | 947년 - 950년 |      |
| 5    | 공효왕(恭孝王) | 마희악(馬希萼) | 950년 - 951년 |      |
| 6    | 폐왕(廢王)     | 마희숭(馬希崇) | 951년         |      |

### 남한

#### 개요
남한(南漢, 909년 ~ 971년)은 중국 오대십국 시대 10국 중 하나로, 당나라 멸망 후 지금의 광둥성과 광시 지역을 지배한 나라이다.

#### 역대 황제
| 대수   | 묘호       | 시호                               | 휘         | 재위 기간     | 비고                |
| ------ | ---------- | ---------------------------------- | ---------- | ------------- | ------------------- |
| (추존) | 열조(烈祖) | 양황제(襄皇帝)                     | 유은(劉隱) | 874년 - 911년 |                     |
| 1      | 고조(高祖) | 천황대제(天皇大帝)                 | 유엄(劉龑) | 917년 - 942년 |                     |
| 2      |            | 상제(殤帝)                         | 유분(劉玢) | 942년 - 943년 | 원래의 이름은 홍도. |
| 3      | 중종(中宗) | 문무광성명효황제(文武光聖明孝皇帝) | 유성(劉晟) | 943년 - 958년 | 원래의 이름은 홍희. |
| 4      |            | 후주(後主)                         | 유창(劉鋹) | 958년 - 971년 | 원래의 이름은 계흥. |

### 북한

#### 개요
북한(北漢, 951년 ~ 979년)은 중국 오대십국 시대 10국 중 하나로, 현재 산시성(山西省) 북부를 지배한 나라이다.

#### 역대 황제
| 대수 | 묘호       | 시호                      | 휘                         | 재위 기간     | 연호                                                  |
| ---- | ---------- | ------------------------- | -------------------------- | ------------- | ----------------------------------------------------- |
| 1    | 세조(世祖) | 신무제(神武帝)            | 유숭(劉崇) 유민(劉旻).     | 951년 ~ 954년 | 건우(乾祐) : 951년 ~ 954년                            |
| 2    | 예종(睿宗) | 효화제(孝和帝)            | 유균(劉鈞) 유승균(劉承鈞). | 954년 ~ 968년 | 건우(乾祐) : 954년 ~ 957년 천회(天會) : 957년 ~ 968년 |
| 3    |            | 소평제(少平帝) 소주(少主) | 유계은(劉繼恩)             | 968년         | 천회(天會) : 968년                                    |
| 4    |            | 영무제(英武帝)            | 유계원(劉繼元)             | 968년 ~ 982년 | 천회(天會) : 968년 ~ 974년 광운(廣運) : 974년 ~ 982년 |